# Ernst Albrecht (piłkarz)
Friedrich Ernst Albrecht  (ur. 12 listopada 1907 w Düsseldorfie, zm. 27 marca 1976 tamże) – niemiecki piłkarz występujący na pozycji napastnika.

## Kariera klubowa
Albrecht zawodową karierę rozpoczynał w 1923 roku w Fortunie Düsseldorf. W 1933 roku zdobył z klubem mistrzostwo Niemiec, a w 1936 roku wywalczył z nim wicemistrzostwo Niemiec. W 1937 roku dotarł z zespołem do finału Pucharu Niemiec, jednak Fortuna przegrała tam 1:2 z FC Schalke 04. W Fortunie Albrecht grał do 1944 roku. Potem w sezonie 1951/1952 reprezentował barwy jeszcze drużyny PSV Düsseldorf.

## Kariera reprezentacyjna
W reprezentacji Niemiec Albrecht zadebiutował 15 kwietnia 1928 w wygranym 3:2 towarzyskim meczu ze Szwecją, w którym zdobył także bramkę. Po raz ostatni w kadrze zagrał 11 marca 1934 w wygranym 9:1 pojedynku eliminacji mistrzostw świata 1934 z Luksemburgiem. W tym samym roku został powołany do kadry na mistrzostwa świata. Nie zagrał na nich jednak ani razu. Tamten turniej Niemcy zakończyli na 3. miejscu. W latach 1928–1934 w drużynie narodowej rozegrał w sumie 17 spotkań i zdobył 4 bramki.